# Tramlijn Wognum - Schagen
De tramlijn Wognum - Schagen is een voormalige streektramlijn in de provincie Noord-Holland. De tramlijn verbond het station van Wognum, aan de spoorlijn Hoorn - Medemblik met Schagen en een aantal andere dorpen.

## Geschiedenis

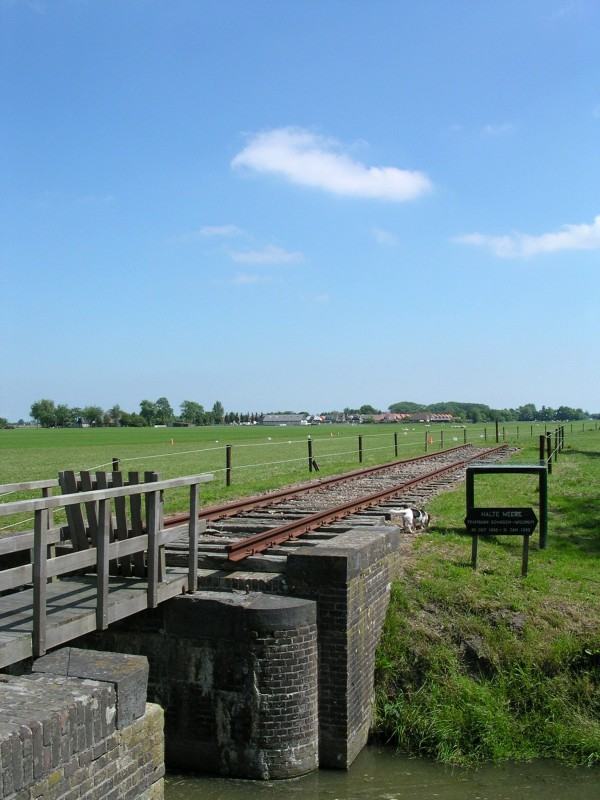
Restanten van het spoor bij De Weere

De tramlijn werd geopend in 1898 door de in 1892 opgerichte SMWF. In 1909 nam de HIJSM de exploitatie over, in 1930 werd de lijn gesloten.
Bijzonderheden:
- De exploitatie werd begonnen met 3 'vierkante' tramlocomotieven (SMWF 1-3) van de Machinefabriek Breda (Backer & Rueb) die rijtuigen met een lokaalspoorkarakter trokken. De merkwaardige combinatie van vierkante tramlocomotieven die lokaalspoorrijtuigen trokken kwam in Nederland verder alleen voor bij de tramlijn Groenlo - Lievelde (Lichtenvoorde-Groenlo). Overigens rekenden HIJSM en later NS de 3 tramlocomotieven in verband met hun grootte tot de lokaalspoorlocomotieven.

Toen de drie tramlocomotieven in de HIJSM-tijd vanuit depot Schagen ook op de tramlijnen Schagen-Alkmaar en Schagen-Van Ewijksluis gingen rijden was ook daar de tramlok/lokaalrijtuig-combinatie te zien.
- Toen de HIJSM de exploitatie overnam ging een deel van de trams vanaf Wognum doorrijden over de lokaalspoorlijn Hoorn-Medemblik naar Hoorn. De HIJSM exploiteerde toen met de Backertjes vanuit depot Schagen en met "ezeltjes" vanuit depot Hoorn.